# Ziteil
Ziteil es una iglesia católica y un lugar de peregrinación en el cantón de los Grisones, en Suiza que destaca en la iglesia católica pues sus seguidores creen que fue objeto de una aparición mariana.
La iglesia se encuentra cerca de la montaña conocida como Piz Curvér en el municipio de Salouf. La iglesia y la casa para los peregrinos se encuentra a una altitud de 2.429 m. Este es el segundo lugar de peregrinación más alto de Europa después del Rocciamelone. El lugar ofrece una vista directa del Piz Bernina.
Después de reportes dos apariciones marianas en el verano de 1580, se construyó una capilla allí. En 1849 se construyó la iglesia y un nuevo edificio en 1959. La casa para peregrinos puede acomodar hasta 150 fieles.